# 34633 Megancantwell
34633 Megancantwell è un asteroide della fascia principale. Scoperto nel 2000, presenta un'orbita caratterizzata da un semiasse maggiore pari a 2,7013611 au e da un'eccentricità di 0,1461630, inclinata di 8,60186° rispetto all'eclittica.